# جيسيكا كامبل (لاعبة هوكي الجليد)
جيسيكا كامبل هي لاعبة هوكي الجليد كندية، ولدت في 24 يونيو 1992 في Moosomin, Saskatchewan ‏ في كندا.